# Nikolaï Volkov
Nikolaï Dmitrievitch Volkov (Никола́й Дми́триевич Во́лков), né le 10 décembre 1894 à Penza et mort le 3 avril 1965 à Moscou, est un dramaturge russe et soviétique, librettiste et théoricien du théâtre, auteur d'une monographie sur Meyerhold. Il est le fils de Dmitri Volkov, cofondateur du théâtre populaire de Penza.

## Biographie
Nikolaï Volkov étudie au 2e lycée classique de Penza de 1904 à 1912 (où étudia aussi auparavant Meyerhold). Ensuite il entre à la faculté de droit de l'université impériale de Moscou et pendant ce temps il écrit des articles pour le journal Rousskoïe slovo (Le Mot russe) et il fait des travaux de secrétariat au théâtre de Vera Komissarjevskaïa. Il est diplômé en 1917 après la Révolution de Février et il a le désir de faire carrière dans le monde du théâtre, mais la Guerre civile russe freine ses ardeurs dans un premier temps, qui redoublent ensuite dans le bouillonnement culturel des années 1920. Il étudie les mises en scènes d'Alexandre Taïrov, observe les méthodes de Stanislavsky, Vakhtangov et Moskvine et publie des critiques théâtrales appréciées du public. En 1929, Volkov fait paraître une monographie en deux tomes sur Vsevolod Meyerhold.
En 1932, le compositeur Boris Assafiev lui confie la rédaction du livret de son ballet La Fontaine de Bakhtchissaraï (créé en 1934 au Kirov de Léningrad) d'après le poème éponyme de Pouchkine. En 1937, il adapte pour la scène le roman de Tolstoï, Anna Karénine, pour Nemirovitch-Dantchenko qui la monte au Mkhat; cette pièce sera décisive pour la carrière de plusieurs acteurs de renom par la suite.
Nikolaï Volkov épouse l'actrice du théâtre Maly de Moscou, Daria Zerkalova. Il poursuit son travail pour le théâtre et le ballet. En 1938, il est l'auteur du livret du ballet d'Assafiev, Le Prisonnier du Caucase, produit au théâtre Maly de Léningrad. En 1940, c'est la mort tragique en prison de Meyerhold. Étant ami et biographe de Meyerhold, Volkov craint aussi d'être arrêté.
Il continue son travail pour le ballet et écrit le livret de Cendrillon dont la musique est composée de 1940 à 1944 par Prokofiev. La première a lieu au Bolchoï juste après la guerre d'après une mise en scène de Rostislav Zakharov.
En 1954, il publie en français son livre Représentations officielles du ballet soviétique à Paris.
Il meurt le 3 avril 1965 et il est enterré au cimetière de Novodievitchi où sa femme le rejoint dix-sept ans plus tard.

## Mise en scène
- 1937: Anna Karénine

## Auteur de livrets
- 1932: Flammes de Paris
- 1934: La Fontaine de Bakhtchissaraï
- 1938: Le Prisonnier du Caucase
- 1938: Cœur des montagnes
- 1938: La Belle Radda[3]
- 1944: Shéhérazade (Bourmeister)
- 1945: Cendrillon
- 1946: La Demoiselle paysanne
- 1956: Spartacus
- 1956: Le Danube bleu
- ?: Hamlet

## Publications de Volkov
- 1922: Vakhtangov, éd. Корабль, 1922
- 1926: Alexandre Blok et le théâtre, Moscou, 1926
- 1929: Meyerhold 1874 - 1908, lire en ligne, 1929, tome I
- 1929: Meyerhold 1908 - 1917, lire en ligne, 1929, tome II
- 1932: Le Théâtre à l'époque de l'écroulement de la monarchie, «Сто лет. Александринский театр - театр Госдрамы», réd. A. Brodski, 1932
- 1934: Ballet de Pouchkine, La Fontaine de Bakhtchissaraï, 96 pages, 1934
- 1937: La Voie créative de L.V. Sobinov. Vie et œuvre, réd. Ya. Boïarski, éd. Государственное музыкальное издательство, 1937
- 1952: Les Leçons de mise en scène de Stanislavsky, éd. Искусство, 1952
- 1954: Représentations officielles du ballet soviétique à Paris, 96 pages, 1954 (en français)
- 1966: Soirées théâtrales, Авторский сборник, Moscou, éd. Искусство, 1966
- 1966: Soirées théâtrales, Авторский сборник, lire en ligne, Moscou, éd. Искусство, 1966, 476 pages, 20 000 ex.

## Distinctions
- Ordre de l'Insigne d'honneur (26 octobre 1948)[4].